# Yenne
Pour l’article ayant un titre homophone, voir Hyène.
Yenne est une commune française située dans le département de la Savoie, en région Auvergne-Rhône-Alpes.
Yenne est située à l'est d'une gorge où coule le Rhône, les gorges de la Balme, dans l'Avant-Pays savoyard gardant l'une des anciennes portes des États de Savoie.

## Géographie

### Localisation
Située un peu à l'écart du Rhône et bordée à l'est par la dent du Chat, montagne remarquable de ce pays, la ville se trouve en amont de gorges escarpées (gorges de la Balme).

### Hameaux, lieux-dits et écarts
Yenne est composée d'un centre bourg et de hameaux ou lieux-dits :
1. Grand Lagneux
2. Étain
3. Haut Somont
4. les Couleurs
5. Chevru
6. Ameysin
7. Landrecin
8. Petit Lagneux
9. Bas Somont
10. Chambuet
11. les Bernards
12. les Soudans.

## Urbanisme

### Typologie
Au 1er janvier 2024, Yenne est catégorisée bourg rural, selon la nouvelle grille communale de densité à sept niveaux définie par l'Insee en 2022.
Elle appartient à l'unité urbaine d'Yenne, une unité urbaine monocommunale constituant une ville isolée,. Par ailleurs la commune fait partie de l'aire d'attraction de Chambéry, dont elle est une commune de la couronne,. Cette aire, qui regroupe 115 communes, est catégorisée dans les aires de 200 000 à moins de 700 000 habitants,.

### Occupation des sols
L'occupation des sols de la commune, telle qu'elle ressort de la base de données européenne d’occupation biophysique des sols Corine Land Cover (CLC), est marquée par l'importance des territoires agricoles (58,1 % en 2018), une proportion sensiblement équivalente à celle de 1990 (58,7 %). La répartition détaillée en 2018 est la suivante : 
forêts (28,6 %), zones agricoles hétérogènes (28,1 %), prairies (14,8 %), terres arables (13,8 %), zones urbanisées (4,2 %), zones humides intérieures (3,8 %), eaux continentales (3,3 %), zones industrielles ou commerciales et réseaux de communication (2 %), cultures permanentes (1,5 %).
L'IGN met par ailleurs à disposition un outil en ligne permettant de comparer l’évolution dans le temps de l’occupation des sols de la commune (ou de territoires à des échelles différentes). Plusieurs époques sont accessibles sous forme de cartes ou photos aériennes : la carte de Cassini (XVIIIe siècle), la carte d'état-major (1820-1866) et la période actuelle (1950 à aujourd'hui).

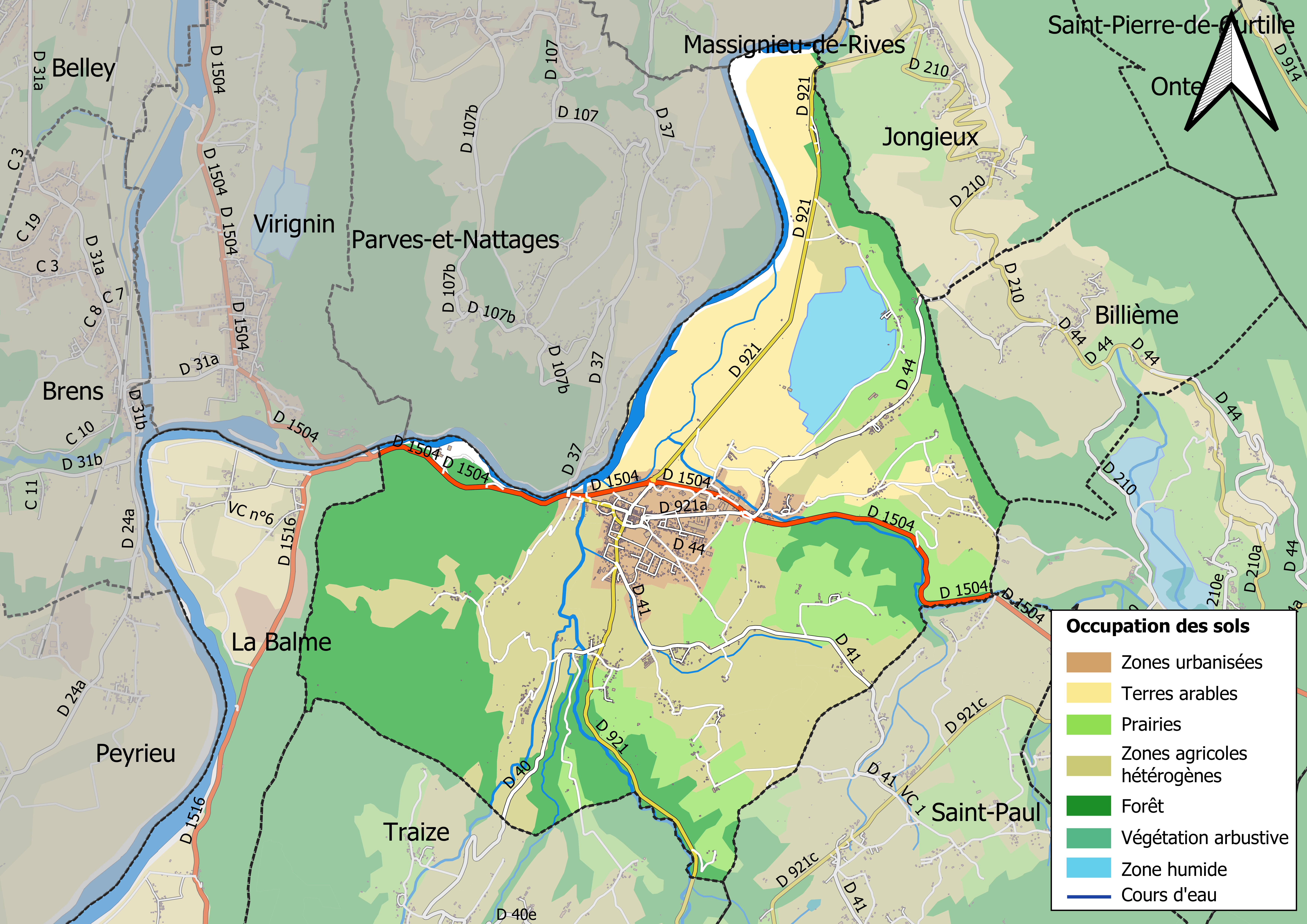
Carte des infrastructures et de l'occupation des sols en 2018 (CLC) de la commune.
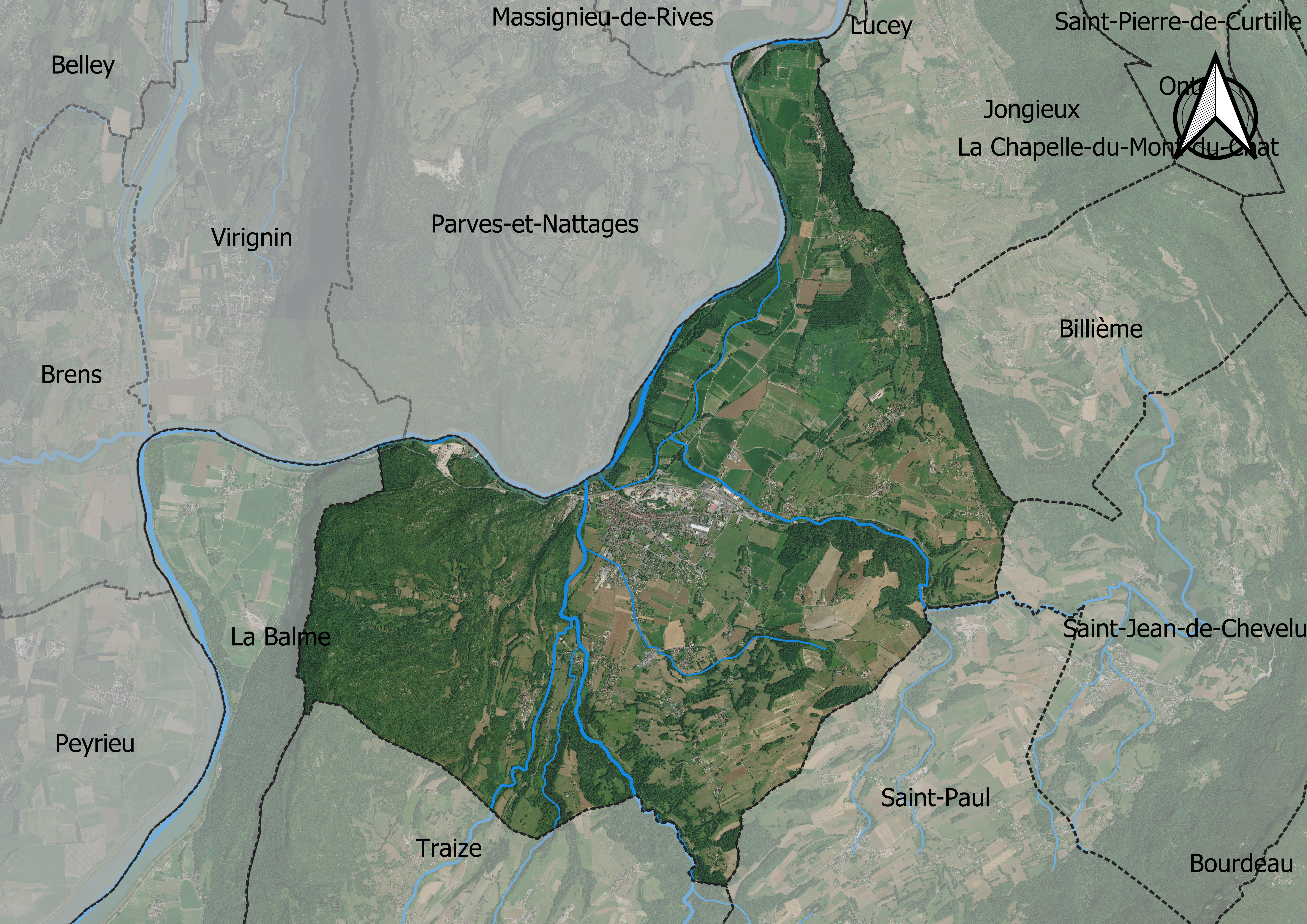
Carte orthophotogrammétrique de la commune.

## Toponymie
Le toponyme est issu de Ejenna nom gaulois, Epaona nom gallo-romain.
- Etanna au IVe siècle, Hyenna en 1097, Yenna vers 1130, Yanna en 1191, Ejanna en 1287, Ville d´Yenne en 1352, Hyenne en 1520[7].

Selon Adolphe Gros, Yenne serait l'antique Etanna mentionnée sur la table de Peutinger, une station routière et portuaire sur l'antique voie qui, venant d’Aoste (Isère), gagnait Seyssel (Haute-Savoie), remontait la rive gauche du Rhône, puis empruntait la rive sud du lac Léman pour rejoindre le Valais. Mais Menabrea puis Hild soutiennent qu'il s'agirait plutôt d'Étain, un hameau situé 6 km plus au nord en direction de Culoz, où les restes d'une villa romaine avec mosaïque ont été mis au jour en 1939. Cependant, si l'on s'en tient à la distance indiquée par la carte romaine, soit 21 milles (31 km) entre Etanna et Condate (Seyssel), il s'agirait donc bien de Yenne.
Etanna aurait évolué en Eanna puis Yenna et enfin Yenne.
En francoprovençal, le nom de la commune s'écrit Yèna, selon la graphie de Conflans.

## Histoire

### Antiquité
Au hameau de Landrecin, il a été trouvé en 1972 les restes d'un sanctuaire datant de -73 avec deux autels.

### Moyen Âge
En 1215, Thomas Ier de Savoie octroie, sur les conseils de Guy, abbé de Hautecombe, et d'Anselme, abbé de Saint-Rambert, à la ville une charte de franchise,. Yenne fut la première commune affranchie de Savoie.
La terre de Yenne est donnée, le 26 septembre 1350, en apanage à la fille du comte Aymon de Savoie, Blanche de Savoie, mariée, 15 jours auparavant au château du Bourget, à Galéas II Visconti, duc de Milan.
Le 19 mars 1404, la terre est inféodée aux héritiers des ducs de Milan, les vicomtes de Val de Sesia, en la personne de François Barbanera. Après eux, la terre fait retour à la maison de Savoie.
En 1483, les habitants font acte de fidélité au duc Charles Ier de Savoie ; un Claude de Champrond est cité dans cet acte.

### Époque moderne
Louis de La Balme de Poupet de Courgenon, comte de La Baulme-Saint-Amour, reçoit contre 15 000 écus d'or, la terre de Yenne et de Saint-Genix en fief, le 29 juin 1586, du duc Charles-Emmanuel de Savoie, et l'érection en marquisat de Yenne et de Saint-Genix, en reconnaissance de ses services diplomatiques et militaires. Son fils, Emmanuel-Philibert de Courgenon (†1622), capitaine de chevau-légers, et, Jacques-Nicolas de Courgenon, son petit-fils, gouverneur général de la Franche-Comté en 1668, furent tous les deux marquis de Yenne et de Saint-Genix. La somme n'ayant été versée et la transaction non entérinée par la Chambre des comptes de Savoie, la terre de Yenne, comme celle de Saint-Genix, restèrent possessions du duc.
Le 1er octobre 1675, se tient à Yenne une réunion rassemblant la noblesse du petit Bugey, à l'occasion de l'avènement de Victor-Amédée II de Savoie.
Le 25 mars 1699, Victor-Amédée II cède et inféode le marquisat de Yenne à Jean-François Vulliet ou Vuillet de la Saunière, baron de Chevelu, conseiller d'État, président en la Chambre des comptes de Savoie. Le recours de Jacques-Philippe de Saint-Amour et ensuite du marquis de Harancourt, resta sans suite. Les Vulliet de la Saunière porteront le titre de marquis de Yenne, jusqu'à la mort, en 1830, de son dernier représentant, Antoine-François-Hector Vulliet de la Saunière, marquis de Yenne, gouverneur général de Gênes.
Henry-Eustache de Mareste, baron de Montfleury, seigneur d'Avressieux, qui réside à Yenne, le 22 septembre 1698, par acte dressé en la maison des Vulliet de La Saunière, seigneur et maîtres des comptes, afferme la curialité et la paroisse de Yenne, avec les droits y afférents, contre une somme annuelle de 18 florins de Savoie, à François Poncet de Yenne.
Les marquis de Yenne eurent de nombreuses possessions qu'ils conservèrent jusqu'à la Révolution française. Ils étaient possessionnés à Ayn, Billième, Chambéry, Champagneux, Chindrieux, Gerbaix, Jongieux, La Ravoire, Loisieux, Saint-Jean-de-Chevelu, Saint-Maurice-de-Rotherens et Saint-Pierre-d'Alvey. Ils portaient : coupé de gueules et d'argent au lévrier issant de sable.

## Politique et administration

### Liste des maires
| Période                                  | Période                   | Identité          | Étiquette      | Qualité |
| ---------------------------------------- | ------------------------- | ----------------- | -------------- | --- |
| 1805                                     | 1815                      | Pierre Goybet     |                | |
| 1860                                     |                           | Antoine Goybet    |                | |
| 1868                                     |                           | Joseph Rumilly    |                | |
| 1872                                     |                           | Charles Rubod     |                | |
| novembre 1928                            |                           | Pierre Maigre     |                | Maire |
| 1945                                     | 1947                      | Robert Barrier    | UDSR           | Docteur en pharmacie, résistant Conseiller général du canton d'Yenne (1945 → 1955)                                                   |
| Les données manquantes sont à compléter. |                           |                   |                | |
| mars 1971                                | mars 1983                 | Albert Carron     | DVD            | Agriculteur Conseiller général du canton d'Yenne (1967 → 1992) Vice-président du conseil général de la Savoie (1982 → 1992)          |
| Les données manquantes sont à compléter. |                           |                   |                | |
| mars 1989                                | juin 1995                 | Jean-Luc Guaraldo | DVG            | |
| juin 1995                                | mars 2001                 | René Carron       | DVD            | Dirigeant de société Conseiller général du canton d'Yenne (1992 → 2004) Vice-président du conseil général de la Savoie (1995 → 1998) |
| mars 2001                                | mars 2014                 | Maurice Michaud   | DVD (app. UPS) | Agriculteur Conseiller général du canton d'Yenne (2004 → 2011)                                                                       |
| mars 2014                                | mai 2020                  | René Padernoz     | app. EELV      | Horticulteur Conseiller général du canton d'Yenne (2011 → 2015)                                                                      |
| mai 2020                                 | En cours (au 29 mai 2020) | François Moiroud  | SE-DVD         | Chargé de mission, historien 1er vice-président de la CC de Yenne (2020 → ) Conseiller départemental depuis 2021                     |

Claude de Prélian en est, en 1630, le syndic. En 1816, c'est Gaspard du Châtelard qui en est syndic, et, en 1818, la charge est occupée par Jean-Nicolas de Migieu.

## Population et société

### Démographie
L'évolution du nombre d'habitants est connue à travers les recensements de la population effectués dans la commune depuis 1793. Pour les communes de moins de 10 000 habitants, une enquête de recensement portant sur toute la population est réalisée tous les cinq ans, les populations de référence des années intermédiaires étant quant à elles estimées par interpolation ou extrapolation. Pour la commune, le premier recensement exhaustif entrant dans le cadre du nouveau dispositif a été réalisé en 2007.

En 2022, la commune comptait 3 045 habitants, en évolution de +2,22 % par rapport à 2016 (Savoie : +3,63 %, France hors Mayotte : +2,11 %).
| 1793  | 1800  | 1806  | 1822  | 1838  | 1848  | 1858  | 1861  | 1866  |
| ----- | ----- | ----- | ----- | ----- | ----- | ----- | ----- | ----- |
| 2 014 | 2 594 | 2 485 | 2 916 | 3 227 | 3 342 | 3 056 | 2 935 | 2 961 |

| 1872  | 1876  | 1881  | 1886  | 1891  | 1896  | 1901  | 1906  | 1911  |
| ----- | ----- | ----- | ----- | ----- | ----- | ----- | ----- | ----- |
| 2 880 | 2 864 | 2 739 | 2 713 | 2 599 | 2 520 | 2 371 | 2 349 | 2 200 |

| 1921  | 1926  | 1931  | 1936  | 1946  | 1954  | 1962  | 1968  | 1975  |
| ----- | ----- | ----- | ----- | ----- | ----- | ----- | ----- | ----- |
| 2 079 | 2 083 | 2 030 | 1 982 | 2 048 | 1 964 | 1 914 | 2 063 | 2 152 |

| 1982  | 1990  | 1999  | 2006  | 2007  | 2012  | 2017  | 2022  | - |
| ----- | ----- | ----- | ----- | ----- | ----- | ----- | ----- | - |
| 2 359 | 2 449 | 2 599 | 2 811 | 2 841 | 2 969 | 2 978 | 3 045 | - |

### Enseignement

#### Établissements éducatifs
Au centre-bourg, deux entités juxtaposées :
- L'école maternelle « Le vieux platane » (2009/2010 : 145 élèves répartis dans 5 classes) ;
- L'école élémentaire de Yenne (2009/2010 : 214 élèves répartis dans 9 classes).

Lieu d'accueil
La ville de Yenne met à disposition un lieu d'accueil parents enfants, un relais assistantes maternelles et une halte garderie proches des écoles primaires et maternelles.
Collège Charles-Dullin
Construit en 1782, l'actuel bâtiment aurait été prévu à l'origine pour devenir une caserne militaire.
Cours complémentaire, collège d'enseignement général et collège d'enseignement secondaire, il devient l'actuel collège Charles-Dullin en 1977.
L'établissement, situé en plein centre-ville, a été entièrement rénové dans les années 96. Il bénéficie de vastes locaux confortables et fonctionnels, et dispose d'un terrain de sport limitrophe. Une restructuration de la cantine est prévue de longue date.
À la rentrée 2009, 299 élèves répartis dans 13 classes pour une trentaine de professeurs.
Les membres de la direction du collège s'emploie à travailler avec les acteurs locaux institutionnels. En outre, le collège accueille le centre de loisirs de la communauté de communes durant les vacances.

### Manifestations culturelles et festivités
La ville de Yenne a deux manifestations principales :
- les 14 et 15 août : fête de la Vierge. La ville propose chaque année une retraite aux flambeaux, suivie d'un spectacle pyrotechnique sur les bords du Rhône. Ces festivités permettent de mettre en valeur et de faire découvrir aux habitants le patrimoine culturel de leur région. Le lendemain, un défilé costumé et musical anime les rues de la vie durant toute l'après-midi ;
- le 25 novembre : fête de la Sainte-Catherine pendant laquelle a lieu sa foire annuelle et son concours de chapeaux. Les « Catherinettes », jeunes filles célibataires de moins de 25 ans, se parent de leur chapeau personnalisé pour recevoir l'un des nombreux prix proposés.

Par ailleurs, le club cyclo organise chaque premier mai la traditionnelle Randonnée du Petit Bugey, qui attire plusieurs centaines d'amateurs.

### Sports et loisirs
- Yenne possède deux sites d'escalade connus ; l'un à Haut Somont, d'un niveau modeste, du 4a au 7a surcoté, l'autre (malheureusement officiellement interdit) situé au niveau du pont de la Balme : celui-ci ne contient que des dévers (il est dans une grotte) et les niveaux s'échelonnent du 6b au 9a estimé. Le topo du site officiel est dans Escalade autour du lac du Bourget de Philippe Mussatto.
- VTT en abondance partout autour, du parcours familial près du Rhône (plat) aux grandes descentes depuis la Dent du Chat.
- Canoë sur le Rhône.
- Parapente, nombreux sites.

## Économie

### Entreprises
- Coopérative laitière. Fondée en 1962, La coopérative laitière de Yenne est la seconde de Savoie. Elle s'est appliqué des critères de qualité ainsi qu'une filière biologique qui lui permette de conserver son savoir-faire.
- Le Glacier de l'Avalanche (place Charles-Dullin) : glaces artisanales, fabriquées sans aucun additif ni colorant, majoritairement à base de produits du terroir ou issus de petites exploitations agricoles. Le glacier fournit quelques restaurants locaux.
- Le réseau associatif d'initiatives locales Fourmilienne gère une épicerie locale privilégiant les produits locaux et respectueux de l'environnement, une recyclerie et un jardin partagé. Il est également un acteur important de la vie locale en organisant de nombreux ateliers, conférences et formations lors d'événements nationaux comme le Mois de l'Économie Sociale et Solidaire[24].
- Insectopie, l'un des rares élevages d'insectes comestibles en France[25]. La ferme est installée dans la maison de Christophe Coumes, militant écologiste qui intervient fréquemment dans les collèges et lycées pour sensibiliser les jeunes au rôle primordial des insectes dans l'écosystème, et Cynthia Bozikian, présidente-fondatrice de l'association Art & Planète.
- La Cave à Perret. Fondée en 1927, La Maison Perret vigneron et négociant en vins de savoie et de toutes régions. Création d'un cave "La Cave à Perret" pour la vente aux particuliers de vins de Savoie et de toutes régions, épicerie et produits locaux.

## Culture locale et patrimoine

### Lieux et monuments
Le bourg médiéval fortifié n'incluait aucun château, mais de nombreux châteaux et maisons fortes environnants en assuraient la protection immédiate. Trois portes, dont aucune ne subsiste, s'ouvraient sur : Novalaise, Chambéry et le Rhône. De nombreuses familles nobles de la région y avaient une résidence, dont certaines ont échappé à la destruction. En ville, des plaques commémoratives permettent de signaler l'emplacement des monuments détruits au cours de l'histoire. S'élevaient dans la grand'rue, les maisons des familles de La Faverge, d'Arcollières, de Seyssel-Choisel, rue des Prêtres, celles des Hauteville, de Mareste, de Montfleury, rue Gentil, celles des d'Orlyé de Saint-Innocent, du Châtelard, de Cordon, de Yenne, etc.

#### Monuments médiévaux
Hôtel des marquis de Yenne
Il subsiste une partie de ce qui fut l'hôtel des marquis de Yenne. La famille Vulliet de La Saunière avait acquis l'ancienne résidence de la famille de Mareste, l'avait restauré et en avait fait le siège de leur marquisat. L'hôtel, dont les vestiges qui subsiste datés de la fin du XVIIe, se retrouvent dans plusieurs maisons avec cours et jardins de la rue Gentil. Il avait été saisi comme bien national à la Révolution française et vendu en plusieurs lots à différents acquéreurs.
Et dispersé sur le territoire communal :
Château du Châtelard
Le château du Châtelard, anciennement Chastellard (Castellarium), est une ancienne maison forte, du XIVe siècle, dont les ruines se dressent sur un mamelon dominant la vallée de Yenne, à 2,8 km au sud-sud-est du bourg, près du hameau du Châtelard. Le château fut, au Moyen Âge, le siège de la seigneurie du Châtelard.
Il ne faut pas le confondre avec la maison forte du Châtelard, maison natale de Charles Dullin, qui se dresse à quelques centaines de mètres au sud des ruines du château du Châtelard.
Maison forte de Cummugnin
La maison forte de Cummugnin, ou Commugnin (Cummugninum), est une ancienne maison forte, du XIVe siècle, qui se dresse à 1,3 km au sud-est du bourg, au hameau de Commugnin. La maison forte fut, au Moyen Âge, le siège de la seigneurie de Cummugnin.
Château de la Dragonnière
Le château de la Dragonnière est une ancienne maison forte, du début du XIVe siècle, remaniée au XVIIe siècle et réédifiée au XXe siècle, qui se dresse à 1,4 km au sud - sud-ouest du bourg, au hameau de la Dragonnière. La maison forte fut, au Moyen Âge, le siège de la seigneurie de La Dragonnière (Dragonneria).
Maison forte de La Faverge
La maison forte de La Faverge est une ancienne maison forte, du XVe siècle, qui se dresse après le hameau des Bernards. La maison forte fut, au Moyen Âge, le siège de la seigneurie de La Faverge.
Château de Somont
Le château de Somont, anciennement, Soubmont, puis Sousmont ou Submons, étymologiquement « sous la montagne », est une ancienne maison forte, du XIIIe siècle, remanié au XIXe siècle, qui se dresse à 3 km à l'est du bourg, au hameau de Haut Somont. Le château fut au, Moyen Âge, le siège de la seigneurie de Somont, érigée en comté en 1733.
Château de Chambuet
Le château de Chambuet était un ancien château fort, du XIIe siècle, au Moyen Âge siège de la seigneurie de Chambuet. Il a été depuis détruit sans laisser, à ce jour, aucune trace.
Maison forte d'Ameysin
La maison forte d'Ameysin était une ancienne maison forte, du XIIe siècle, au Moyen Âge siège de la seigneurie d'Ameysin. Elle a été depuis détruite sans laisser, à ce jour, aucune trace.
Maison forte de Fistillieu
La maison forte de Fistillieu était une ancienne maison forte, du XIIIe siècle, au Moyen Âge siège de la seigneurie de Fistillieu. Elle a été depuis détruite sans laisser, à ce jour, aucune trace.

#### Monuments contemporains
- Pont suspendu de Yenne.

#### Monuments religieux
- Église Notre-Dame

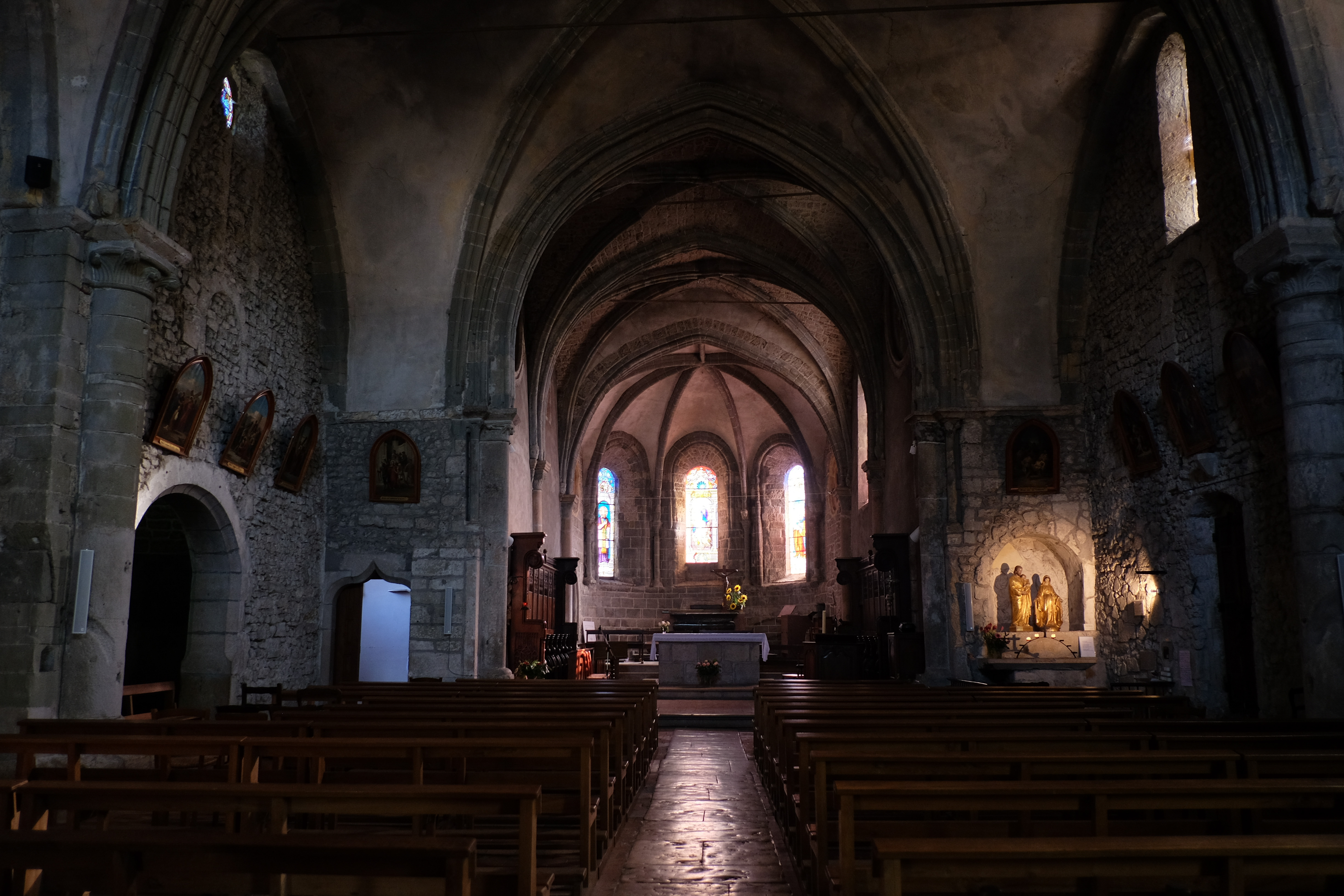
Intérieur de l'église Notre-Dame, le chœur et l'abside.

L'église paroissiale Notre-Dame, XIIe et XIVe, est classée monument historique depuis 1987. Anciennement église prieurale. C'est un mélange d'une structure romane additionné de gothique.
- Clos des Capucins

Le clos des Capucins est un ancien couvent, fondé au XVIIe siècle, reconverti en centre d’hébergement et de séminaires.
- Chapelle Notre-Dame-de-la-Montagne

La chapelle Notre-Dame-de-la-Montagne, s'élève en surplomb de la ville ; la Vierge était invoquée non seulement par les habitants mais aussi par les marins.

### Patrimoine naturel
- Haut-Rhône de la Chautagne aux chutes de Virignin, ZNIEFF de type I, Classée Zone de Protection Spéciale, Natura 2000.
- Marais de Lagneux.
- Chaîne du mont Tournier et gorges de la Balme.

### Espaces verts et fleurissement
En 2014, la commune obtient le niveau « une fleur » au concours des villes et villages fleuris.

### Gastronomie
- Le gâteau de Savoie : il fut inventé selon la légende par le bâtard Pierre de Yenne, maître queux du comte Amédée VI aux alentours de 1350.
- Le vin de Jongieux.
- La tomme de Yenne : un type de tomme, fromage très réputé, à trouver à la coopérative de Yenne.
- La dent du Chat : fromage produit seulement par la coopérative laitière d'Yenne.

### Personnalités liées à la commune
- Famille Goybet dont Mariano Goybet (1861-1943), général de division.
- Charles Dullin (Le Châtelard, 1885-1949), homme de théâtre.
- Robert Barrier (Bellegarde-sur-Valserine, 1907 – Aix-les-Bains, 1955), pharmacien (1935), résistant (Armée secrète), homme politique savoyard, vice-président national de l'UDSR (1945), maire de Yenne (1944-1947), conseiller général de Savoie (1945-1955) et président (1951), député de Savoie (1951-1955), maire d'Aix-les Bains (1953).
- René Carron (1942), président du Crédit Agricole SA (depuis 2002) et ancien maire de Yenne.

### Cinéma
- Le Cheval vapeur (2009) de Pascal Goury a été tourné sur le canton de Yenne avec la participation de ses habitants.
- Les Cowboys (2015) de Thomas Bidegain a été partiellement tourné dans les rues de Yenne.

### Héraldique
| Armes de Yenne | Les armes de Yenne se blasonnent ainsi : D'azur au lierre d'argent, au chef de Savoie qui est de gueules à la croix d'argent. |

| Yenne vue depuis Arcolière | Prieuré | Vitrail de l'église | Ruelle médiévale de Yenne |

| Place Charles Dullin | Église romane | Clocher de l'église romane |